# Бігова доріжка (спортивний тренажер)

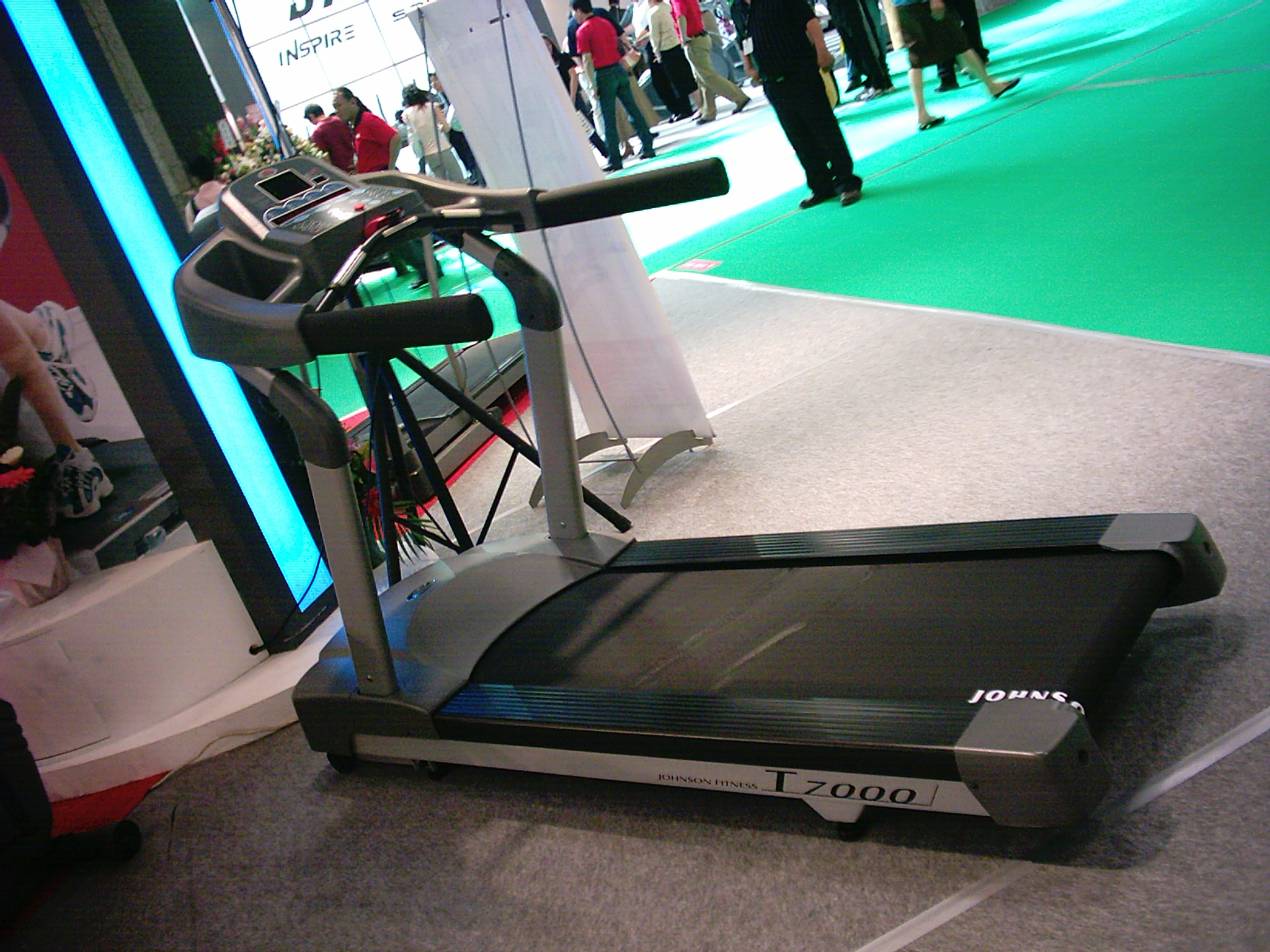
Бігова доріжка

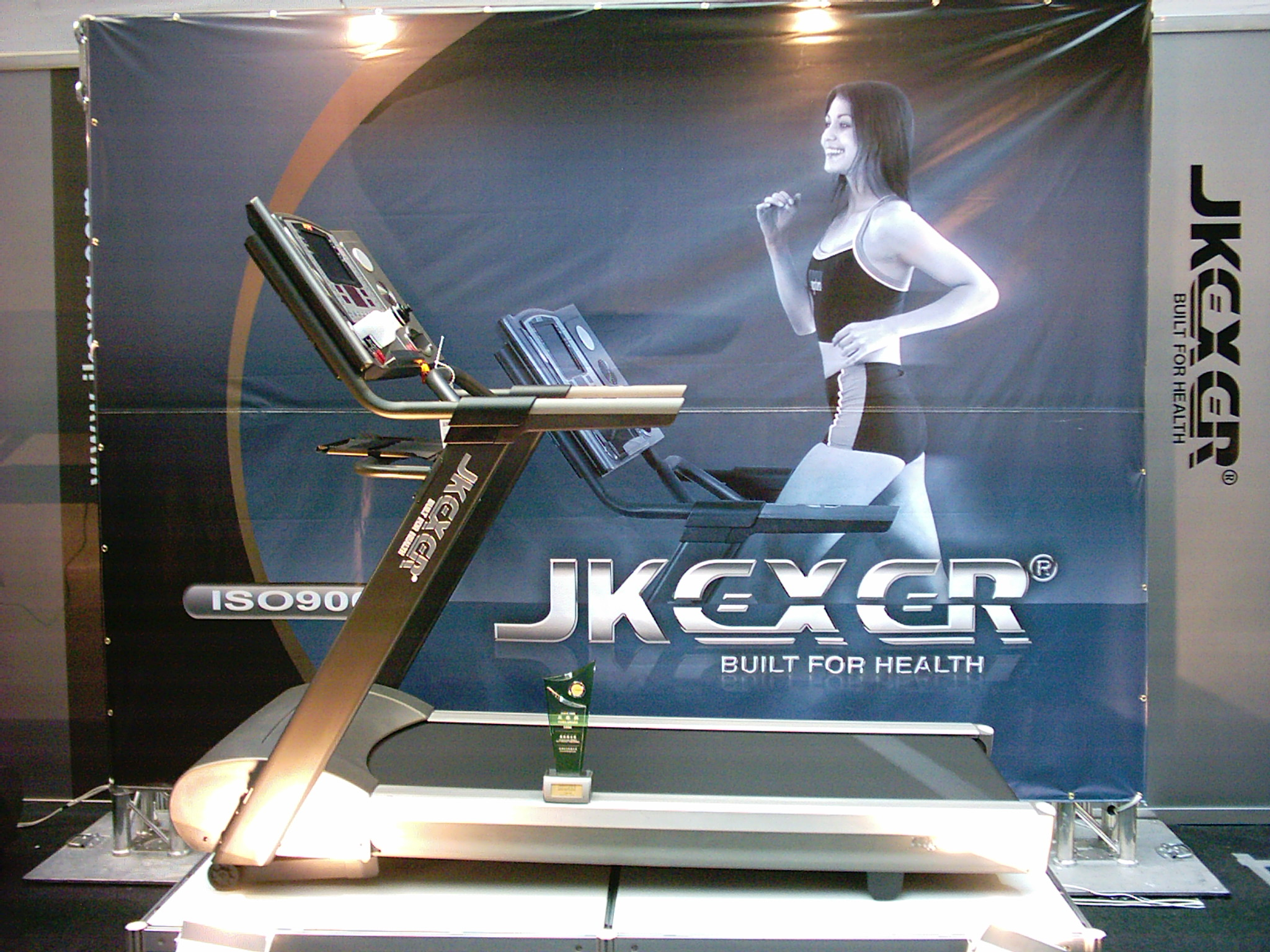
Бігова доріжка

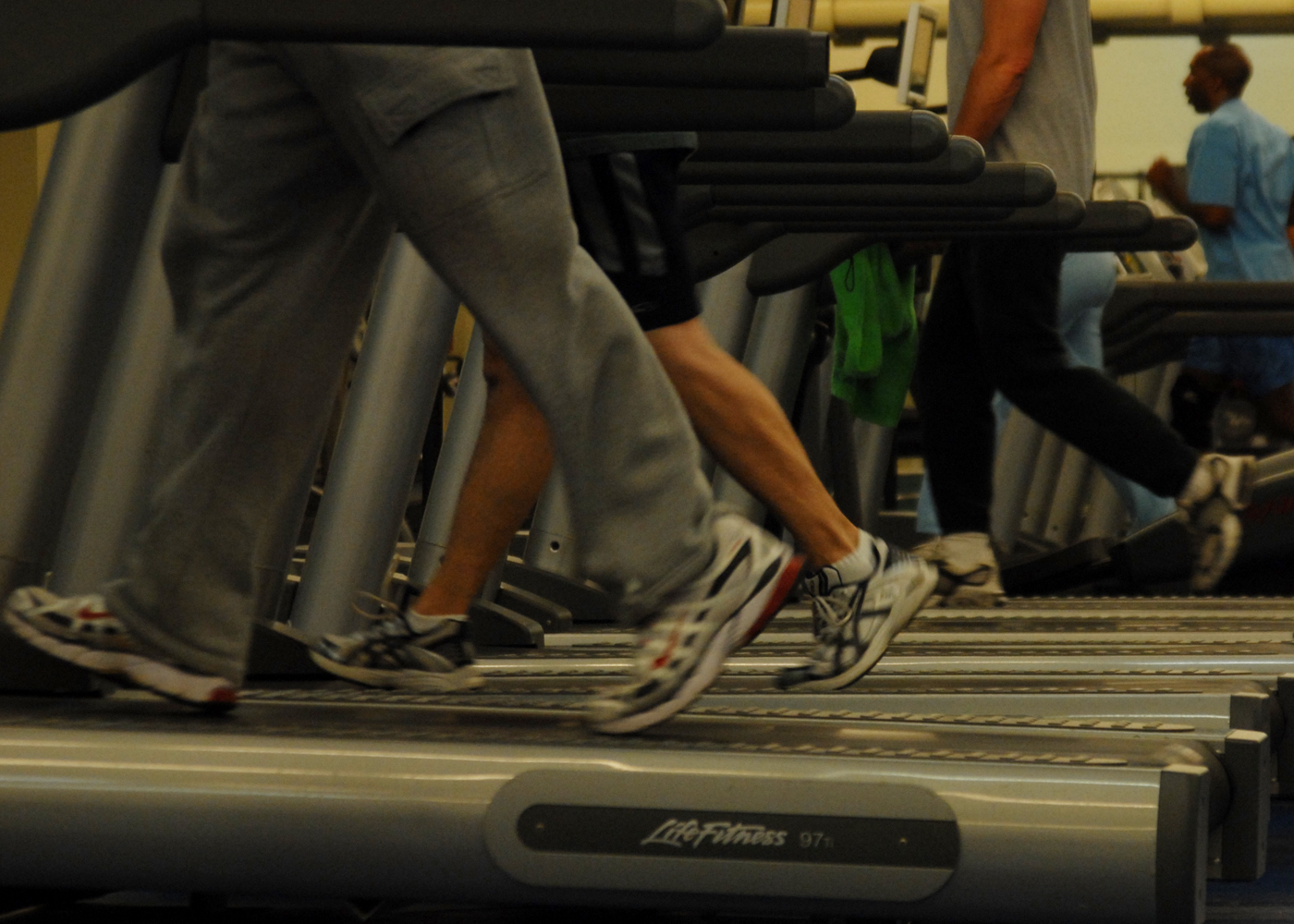
Бігова доріжка

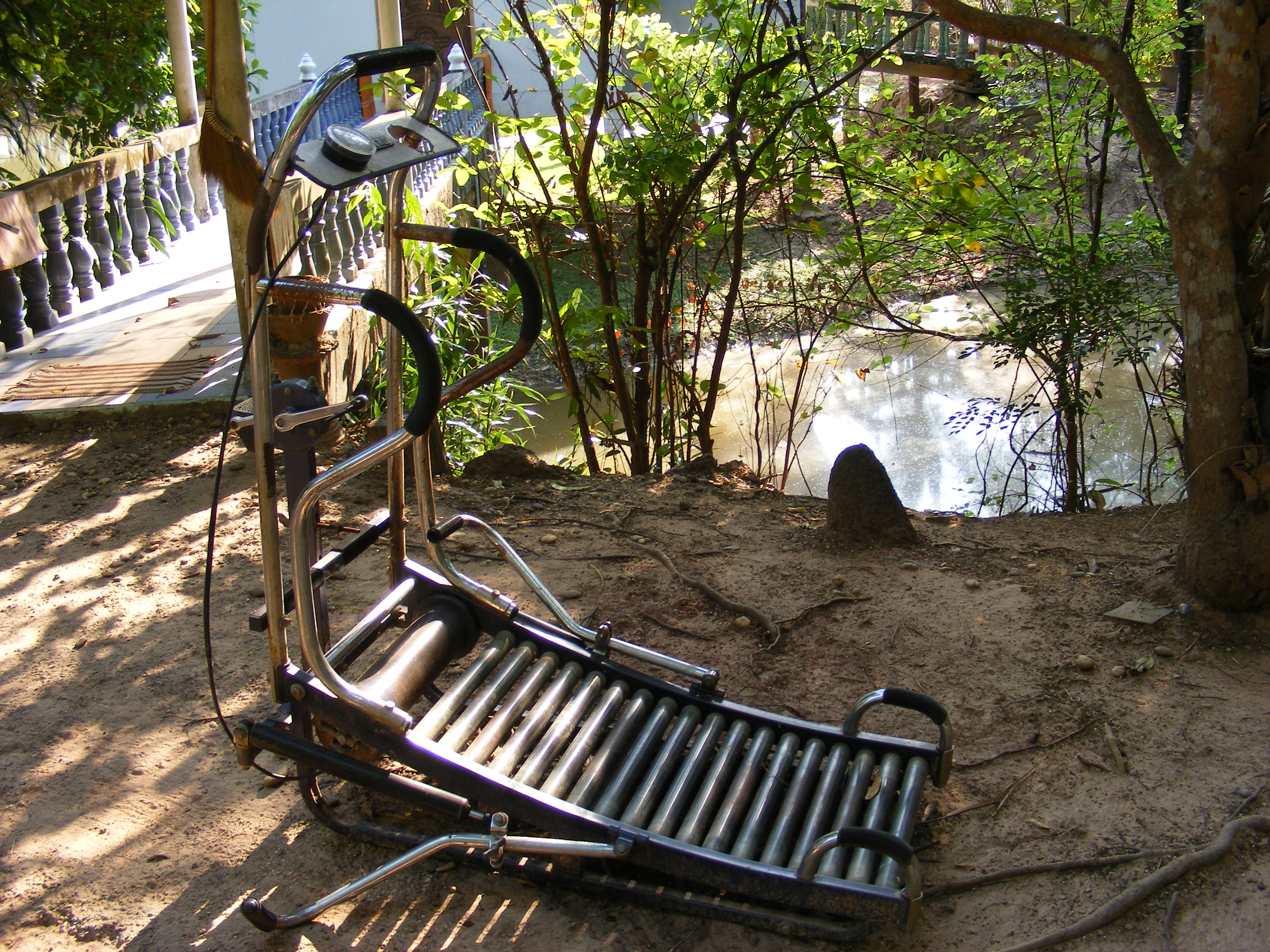
Бігова доріжка

Бігова́ дорі́жка — вид тренажера для бігу на місці або імітації бігової траси. Тренажер являє собою полотно для бігу, поєднане з джерелом навантаження або двигуном. Механічна система навантаження (як правило магнітна) переважає в більш дешевих моделях, для дорогих моделей полотно приводиться в рух двигуном, керованим комп'ютером. Також може бути присутнім регулятор висоти нахилу полотна (вручну або за допомогою двигуна в ході тренування).

## Історія створення
Перша бігова доріжка, яка нагадувала по вимірювальним і руховим функціям сучасні, була створена Робертом Брюсом і Уейном Кевітом у Вашингтоні в медичних цілях. У 1968 р. доктор Кеннет Купер опублікував доповідь, в якій наводив аргументи на користь аеробних тренувань а також розвитку умов для таких тренувань повсюдно, зокрема розвиток виробництва тренажерів для дому, таких як бігові доріжки та велотренажери.
Зараз бігові доріжки використовуються в лікарнях, реабілітаційних центрах, медичних та фізіотерапевтичних клініках, спортивних клубах, ортопедичних магазинах взуття, центрах олімпійської підготовки, пожежо-навчальних центрах, випробувальних стендах і навчальних закладах міліції і армії, тренажерних залах і вдома.
Для професійних спортсменів існують доріжки, здатні розвивати швидкість до 45 км/год. Також існують доріжки для велосипедів.

## Недоліки
- Для професіоналів займатися на доріжці легше, ніж біг по місцевості, так як ви не переносите свою вагу в просторі і уникаєте випадкових нерівностей поверхні. Для горизонталі ця різниця становить приблизно 10%. Щоб компенсувати витрати енергії бажано встановлювати рівень нахилу 1% (3 градуси).
- Звичніше стає короткий крок, зумовлений довжиною і шириною полотна.
- Є ймовірність травматичного падіння при недотриманні правил безпеки.